# Teruelius bistriatus
Espèce
Synonymes
- Grosphus bistriatus Kraepelin, 1900
- Grosphus limbatus pallicauda Strand, 1908

Teruelius bistriatus est une espèce de scorpions de la famille des Buthidae.

## Distribution
Cette espèce est endémique de la région d'Atsimo-Andrefana à Madagascar,. Elle se rencontre vers Toliara.

## Systématique et taxinomie
Cette espèce a été décrite sous le protonyme Grosphus bistriatus par Kraepelin en 1900. Elle est placée dans le genre Teruelius par Lowe et Kovařík en 2019, dans le genre Grosphus par Lourenço, Rossi, Wilmé, Raherilalao, Soarimalala et Waeber en 2020 puis dans le genre Teruelius par Lowe et Kovařík en 2022.
Grosphus limbatus pallicauda a été placée en synonymie par Fage en 1929.

## Publication originale
- Kraepelin, 1900 : « Über einige neue Gliederspinnen. » Abhandlungen aus dem Gebiete der Naturwissenschaften Herausgegeben vom naturwissenschaftlichen Verein in Hamburg, vol. 16, no 4, p. 1-17.